# Rap©ital
Rap©ital è una raccolta del rapper italiano Frankie hi-nrg mc.

## Descrizione
L'album è una raccolta del meglio del rapper torinese, composta da tredici tracce, di cui una inedita (Dimmi dimmi tu, che ha lanciato il disco). Le restanti dodici canzoni erano già state suonate durante il recital Rap©ital che il rapper portò in giro in vari teatri italiani assieme al suo gruppo prima della pubblicazione del disco.
Tra le basi scelte da Frankie per mixare le sue canzoni ce ne sono alcune celebri. La più famosa è forse quella tratta dalla colonna sonora del film Profondo rosso di Dario Argento, usata per la traccia 4, Autodafè, ma anche le altre sono molto conosciute. Per la traccia 8 è stata scelta quella della hit "Der Kommissar" di Falco, Giù le mani da Lucignolo è accompagnata dal "tema di Lucignolo" del film Le avventure di Pinocchio di Luigi Comencini e il suono del sitar di Sandokan fa da sottofondo a Disconnetti il potere. La canzone inedita, Dimmi dimmi tu, è contro l'ormai classico "pseudo-VIP" dei reality show, sempre più diffuso nella TV odierna e, più in generale, una critica nei confronti del mondo dello spettacolo dei giorni nostri.
Per la versione qui inclusa della sua Potere alla parola l'autore (da sempre appassionato di enigmistica) ha realizzato un ritornello inedito, ottenuto mediante una serie di anagrammi ricavati dal titolo del brano stesso: "È porta parallela o / la trappola orale: è / potere alla parola / la realtà popolare. / Lo perora la platea / ora alto appellerà / lo rappare alleato / opporrete all'alalà."
Per problemi di copyright, non fu possibile inserire nel disco il brano Fight da Seven Nation Army, mash-up di Fight da faida con la base di Seven Nation Army dei The White Stripes già eseguita dal vivo nelle date del tour di Ero un autarchico. Il brano è stato successivamente pubblicato dal rapper nel corso del 2011 per il download gratuito.

## Tracce
1. Dimmi dimmi tu – 3:36
2. Potere alla parola – 4:17
3. Libri di sangue – 4:57
4. Autodafè vs Profondo rosso – 3:47
5. Generazione di mostri – 4:00
6. Accendimi... – 4:56
7. Gli accontentabili – 3:42
8. I trafficati vs Der Kommissar – 3:32
9. Tieni giù le mani da Lucignolo – 4:35
10. Quelli che benpensano – 4:58
11. Sana e robusta – 4:05
12. Storia di molti – 3:06
13. Disconnetti il potere – 2:49